# Championnats du monde de cyclisme sur route 1957
Navigation
Copenhague 1956 Reims 1958
Les championnats du monde de cyclisme sur route 1957 ont eu lieu le 18 août 1957 à Waregem en Belgique. Les arrivées sont jugées au stade du Gaverbeek qui à la suite de cet événement reçoit son nom actuel Stade Arc-en-Ciel (en Néerlandais: Regenboogstadion).

## Résultats
| Épreuves :                          | Or                           | Or              | Argent                   | Argent | Bronze                  | Bronze |
| Professionnels                      |                              |                 |                          |        |                         |        |
| Hommes - course en ligne            | Rik Van Steenbergen Belgique | 7 h 43 min 10 s | Louison Bobet France     | m.t.   | André Darrigade France  | m.t.   |
| Amateurs                            |                              |                 |                          |        |                         |        |
| Hommes - amateurs - course en ligne | Louis Proost Belgique        | -               | Arnaldo Pambianco Italie | -      | Schalk Verhoef Pays-Bas | -      |

## Tableau des médailles
| Rang  | Nation   | Or | Argent | Bronze | Total |
| ----- | -------- | -- | ------ | ------ | ----- |
| 1     | Belgique | 2  | 0      | 0      | 2     |
| 2     | France   | 0  | 1      | 1      | 2     |
| 3     | Italie   | 0  | 1      | 0      | 1     |
| 4     | Pays-Bas | 0  | 0      | 1      | 1     |
| Total | Total    | 2  | 2      | 2      | 6     |